# Aloe mutabilis
Aloe mutabilis Pillans es una especie de planta suculenta de los aloes. Es natural de Sudáfrica.

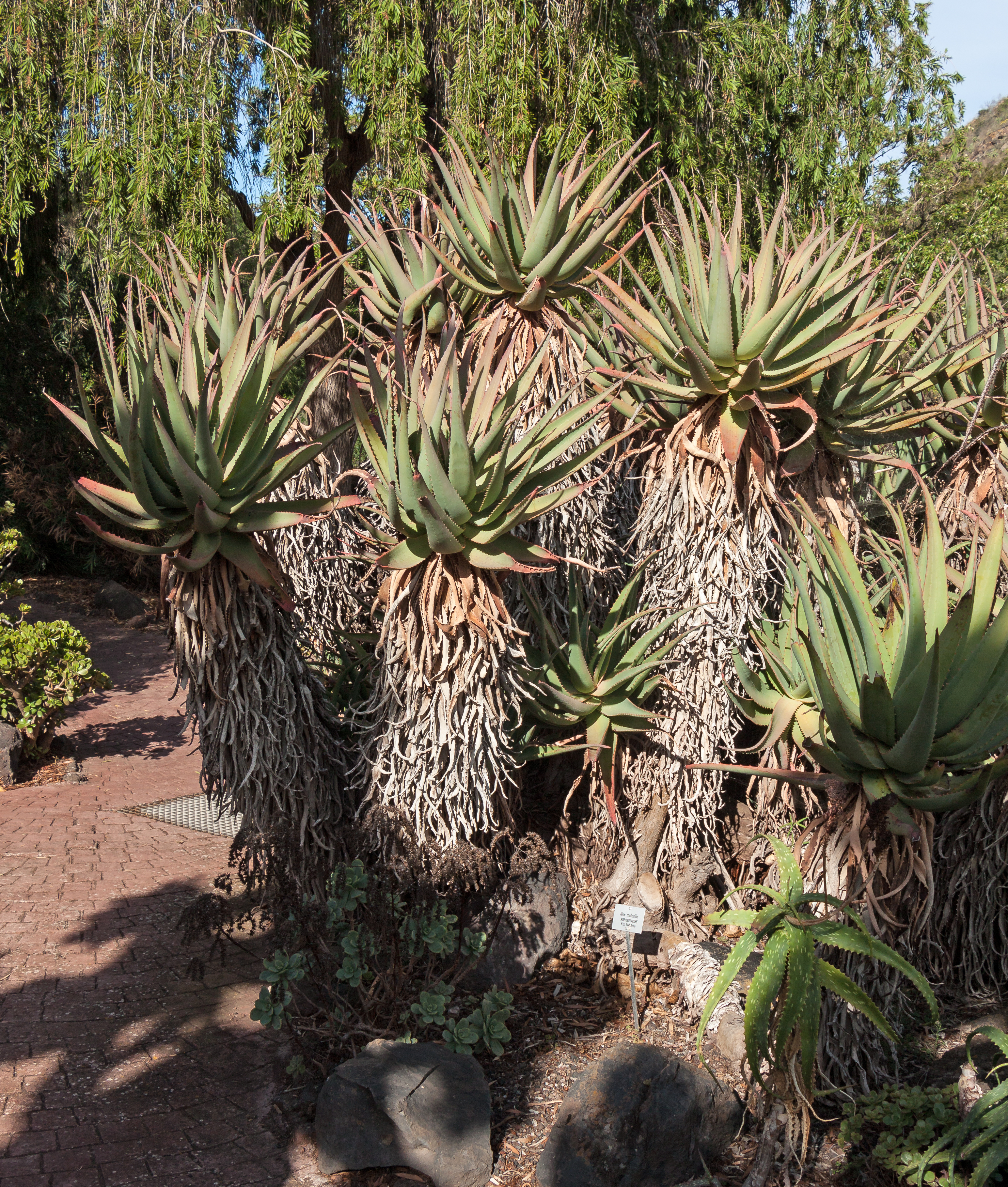
Habitus

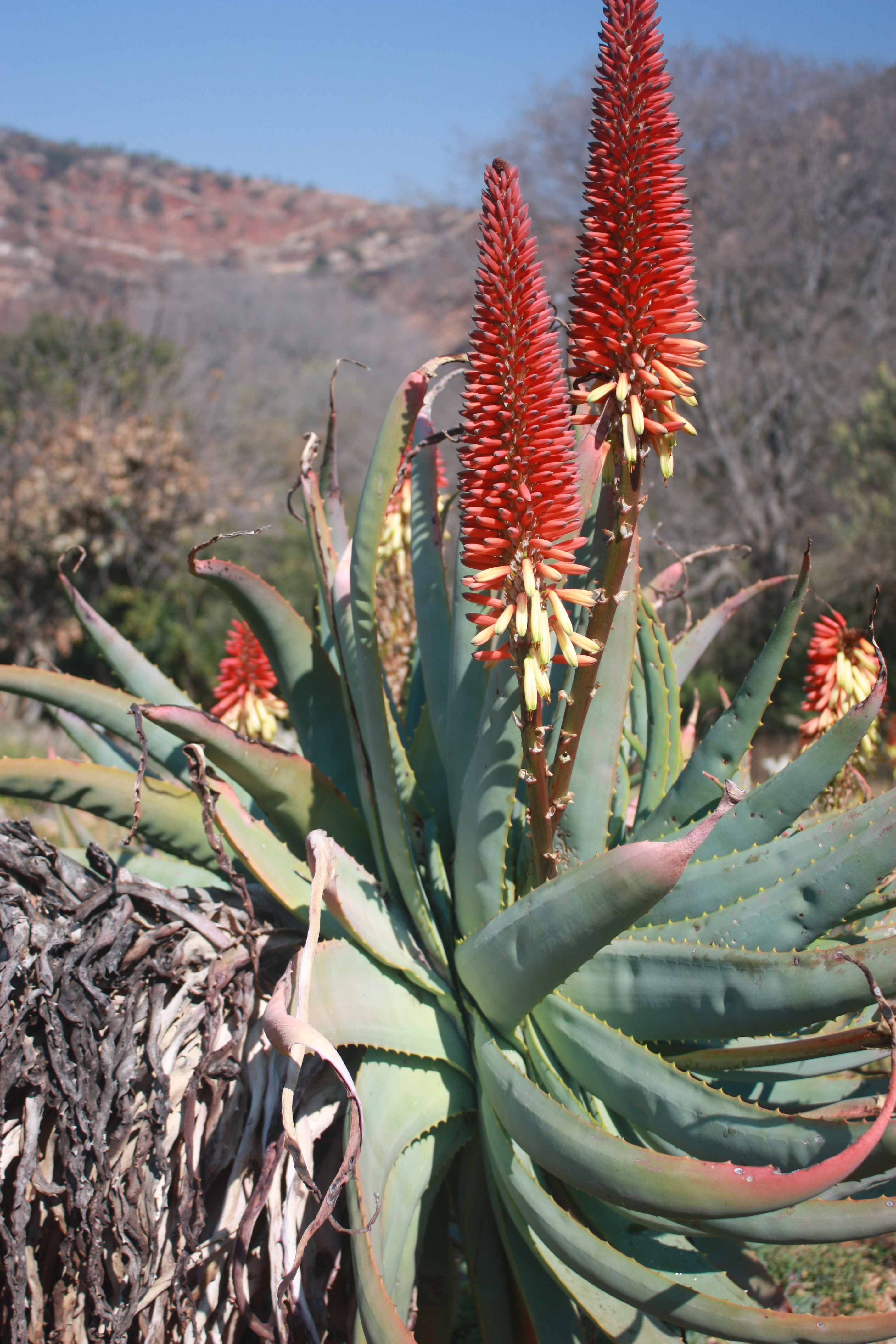
En su hábitat

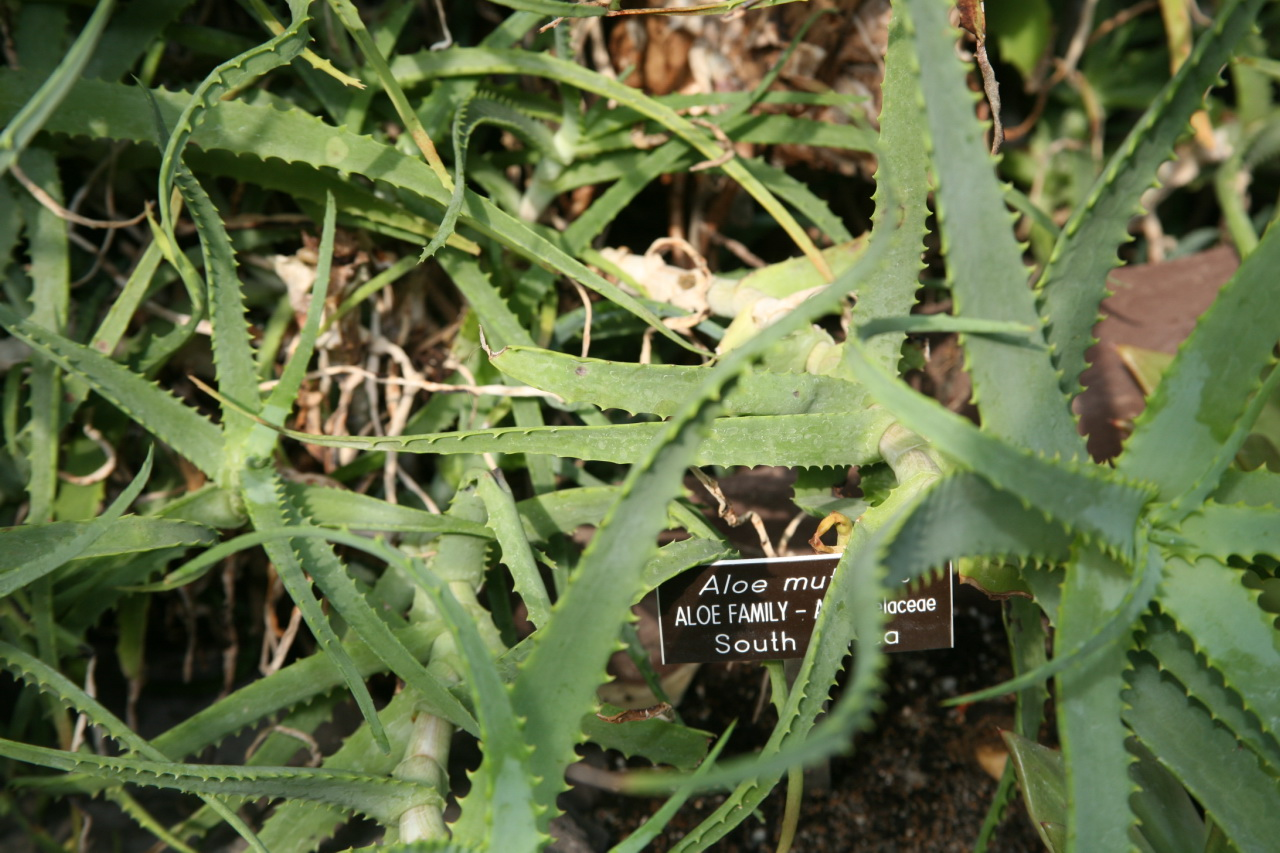
Vista de la planta

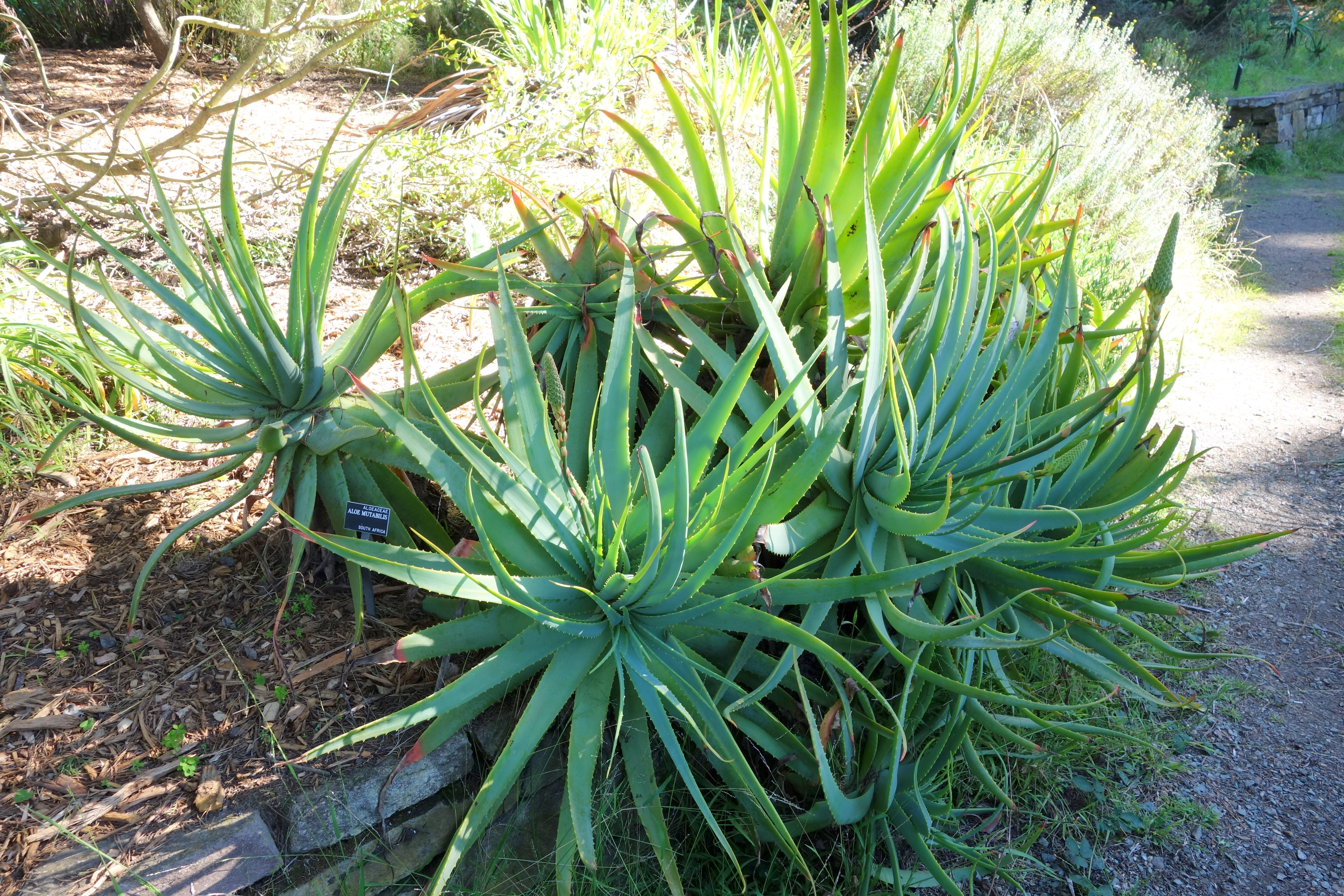
Vista de la planta

## Descripción
Es un hermoso aloe con un tallo rastrero de hasta 1 metro de largo con ramificaciones. Su tallo se cuelga con la baja  roseta de hojas que se presenta en un ángulo.  Este aloe tiene muchas hojas de 60-70 cm de largo. Las superficies superiores son glaucas verde a verde sin brillo con color amarillo parduzco en los márgenes. Los márgenes de la hoja están armados con inofensivos  dientes de color naranja amarillento.
La inflorescencia  es simple, hasta 90 cm de alto, pero a veces con 1 o 2 ramas con  un racimo bicolor. Los botones florales individuales tienen rojas yemas y luego a la apertura de las flores tornan a color amarillo verdoso o amarillo.  Las flores de algunas formas son de color rojo uniforme.  La floración es en invierno, de mayo a julio, según el clima regional.
Son polinizadores son aves que se alimentan de néctar, las abejas y el viento.

## Distribución y hábitat
Aloe mutabilis crece naturalmente en la roca vertical de Jardín Botánico Nacional de Witwatersrand en la cascada Witpoortjie.  Se produce también en Chuniespoort cerca de Pietersburg y hacia el oeste a lo largo de la Magaliesburg a Rustenburg. Esta forma de Aloe arborescens está menos ampliamente distribuido que el más conocido Aloe arborescens, pero se pueden encontrar en las colinas y zonas montañosas de la antigua central y sur de Transvaal. No se trata de una especie amenazada.

## Taxonomía
Aloe mutabilis fue descrita por Pillans y publicado en S. African Gard. 23: 167, 168, en el año 1933
Etimología
Ver: Aloe
mutabilis: epíteto latino que signirifa "variable".
Sinonimia
- Aloe arborescens Mill.
- Aloe arborea Medik.
- Aloe arborescens var. frutescens (Salm-Dyck) Link
- Aloe arborescens var. milleri A.Berger
- Aloe arborescens var. natalensis (J.M.Wood & M.S.Evans) A.Berger
- Aloe arborescens var. pachystyrsa A.Berger
- Aloe arborescens var. viridifolia A.Berger
- Aloe frutescens Salm-Dyck
- Aloe fruticosa Lam.
- Aloe fulgens Tod.
- Aloe mutabilis Pillans
- Aloe natalensis J.M.Wood & M.S.Evans
- Aloe perfoliata var. arborescens (Mill.) Aiton
- Aloe perfoliatum Meyen
- Aloe principis (Haw.) Stearn
- Aloe salm-dyckiana Schult. & Schult.f.
- Aloe salm-dyckiana var. fulgens (Tod.) A.Berger
- Aloe sigmoidea Baker
- Catevala arborescens (Mill.) Medik.
- Pachidendron principis Haw.[5][6]